# 김영민 (기자)
김영민(1977년 ~ )은 대한민국의 KBS 기자로 2006년 입사이다.

## 학력
- 서울대학교 언론정보학과 학사
- 서던캘리포니아 대학교 국제정책학 석사

## 경력
- 2006년 조선일보 기자
  - 사회부 기자
  - 기획취재부 기자
- 2008년 KBS 32기 기자
  - 정치부 기자
  - 산업부 기자
  - 디지털뉴스부 기자
  - 국제부 기자
  - 사회부 기자
  - 디지털뉴스부 팀장
  - 뉴스제작부 팀장

## 진행
- 2023년 11월 14일 ~ 2024년 5월 16일 : KBS2 《KBS 뉴스 6》
- 2024년 12월 16일 ~ 2025년 3월 21일 : KBS 1라디오 《뉴스와 화제》
- 2025년 3월 10일 ~ : KBS2 《경제콘서트》
- 2025년 6월 9일 ~ 2025년 6월 13일, 2025년 7월 21일 ~ 2025년 7월 24일, 2025년 7월 28일 ~ 2025년 8월 1일 : KBS1 《KBS 뉴스 12》